# Sacha Jean-Baptiste
Sacha Melina Jean-Baptiste, född Svensson-Baptiste 24 januari 1985 i Hässelby församling, Stockholms län, är en svensk koreograf, dansare och showproducent.

## Biografi
Jean-Baptiste har sedan 2011 skapat många av scenframträdandena i Eurovision Song Contest. Sasha Jean-Baptiste arbetade som showproducent för Melodifestivalen 2018 och 2019, med ansvar för öppningsnummer och mellanakter. Hon hade även varit med och skapat flera av artisternas scenframträdanden i Melodifestivalen.
Hon har arbetat med svenska TV-produktioner som Idol och Sommarkrysset.
Sacha Jean-Baptiste har dessutom skapat scenshower för artister som Darin och Zara Larsson.

## Eurovision Song Contest
| År   | Land       | Artist                                 | Sång                             |
| ---- | ---------- | -------------------------------------- | -------------------------------- |
| 2011 | Ryssland   | Aleksej Vorobjov                       | Get you                          |
| 2015 | Georgien   | Nina Sublatti                          | Warrior                          |
| 2016 | Armenien   | Iveta Mukuchyan                        | Love Wave                        |
| 2016 | Cypern     | Minus One                              | Alter Ago                        |
| 2016 | Georgien   | Nika Kocharov & Young Georgian Lolitaz | Midnight Gold                    |
| 2016 | Litauen    | Donny Montell                          | I've Been Waiting For This Night |
| 2017 | Armenien   | Artsvik                                | Fly With Me                      |
| 2017 | Australien | Isaiah Firebrace                       | Don't Come Easy                  |
| 2017 | Bulgarien  | Kristian Kostov                        | Beautiful Mess                   |
| 2017 | Georgien   | Tamara Gachechiladze                   | Keep the Faith                   |
| 2018 | Australien | Jessica Mauboy                         | We Got Love                      |
| 2018 | Bulgarien  | Equinox                                | Bones                            |
| 2018 | Cypern     | Eleni Foureira                         | Fuego                            |
| 2019 | Cypern     | Tamta                                  | Replay                           |
| 2019 | Schweiz    | Luca Hänni                             | She Got Me                       |
| 2019 | Sverige    | John Lundvik                           | Too Late For Love                |
| 2020 | Armenien   | Athena Manoukian                       | Chains on You                    |
| 2020 | Georgien   | Tornike Kipiani                        | Take Me as I Am                  |
| 2020 | Schweiz    | Gjon's Tears                           | Répondez-moi                     |
| 2021 | Albanien   | Anxhela Peristeri                      | Karma                            |
| 2021 | Georgien   | Tornike Kipiani                        | You                              |
| 2021 | Malta      | Destiny                                | Je me casse                      |
| 2021 | Schweiz    | Gjon's Tears                           | Tout l'Univers                   |
| 2021 | Sverige    | Tusse                                  | Voices                           |
| 2022 | Australien | Sheldon Riley                          | Not the Same                     |
| 2022 | Schweiz    | Marius Bear                            | Boys Do Cry                      |
| 2022 | Sverige    | Cornelia Jakobs                        | Hold Me Closer                   |
| 2023 | Albanien   | Albina & Familja Kelmendi              | Duje                             |
| 2023 | Schweiz    | Remo Forrer                            | Watergun                         |

## Melodifestivalen

### 2019
| Artist                      | Sång                |
| --------------------------- | ------------------- |
| Ann-Louise Hanson           | Kärleken finns kvar |
| Anton Hagman                | Känner dig          |
| Arja Saijonmaa              | Mina fyra årstider  |
| Arvingarna                  | I Do                |
| Dolly Style                 | Habibi              |
| High15                      | No Drama            |
| John Lundvik                | Too Late For Love   |
| Jon Henrik Fjällgren        | Norrsken            |
| Lina Hedlund                | Victorious          |
| Lisa Ajax                   | Torn                |
| Margaret                    | Tempo               |
| Martin Stenmarck            | Låt skiten brinna   |
| Omar Rudberg                | Om om och om igen   |
| Rebecka Karlsson            | Who I Am            |
| The Lovers of Valdaro       | Somebody Wants      |
| Vlad Reiser                 | Nakna i regnet      |
| Wiktoria                    | Not With Me         |
| Zeana feat. Anis Don Demina | Mina bränder        |